# Hrudní páteř

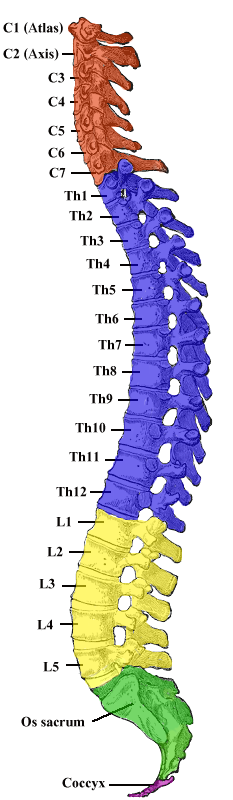
Lidská páteř – boční pohled; barevně jsou rozlišeny jednotlivé části páteře: hnědě krční, fialově hrudní, žlutě bederní, zeleně křížová, vínově kostrční

Hrudní páteř je oblast páteře tvořena 12 hrudními obratli. Hrudní páteř je fyziologicky vyklenuta dozadu (kyphosis thoracica) a do strany, což tvoří tzv. fyziologickou skoliózu (scoliosis) v úrovni 3. hrudního obratle. Pohyblivost hrudní páteře je výrazně omezena kvůli jejímu připojení k žebrům. Dohromady s žebry (costa) a hrudní kostí (sternum) tvoří hrudní koš. Mezi jednotlivými těly obratlů nalezneme meziobratlové ploténky (discus intervertebralis).
Hrudní obratel (lat. vertebara thoracica) je tvořen vysokým tělem (corpus vertebrae), a několika výběžky: trnový výběžek (processus spinosus), párovými příčnými výběžky (processus transversi) a párovými kloubními výběžky (processus articulares). V medicíně se hrudní obratle značí písmenem T nebo písmeny Th a pořadím obratle v páteři počítáno od shora (např.: 3. hrudní obratel T3/Th3).
Na těle hrudního obratle nalezneme specifické útvary:
- otisk aorty (impressio aortica) - pouze na tělech 4. - 9. hrudního obratle

- horní a dolní jamky pro skloubení s žebry (fovea costalis superior et inferior) - na 1.-9. hrudním obratli se nachází obě jamky, na 10.-12. pouze jedna (fovea costalis)

V každém hrudním obratli nalezneme otvor (foramen vertebrale) kruhového až kosočtverečného tvaru. Kombinací všech otvorů v obratlích a kosti křížové vznikne páteřní kanál (canalis vertebralis). V páteřním kanálu prochází mícha (medulla spinalis) obalená v plenách.
Na příčném výběžku (processus transversus) se nachází jamka pro skloubení s žebrem (fovea costalis processus transversi). Tato jamka úplně chybí na 11. a 12. hrudním obratli.